# Hilda Flodin
Hilda Maria Flodin, née à Helsinki (Grand-duché de Finlande, Empire Russe) le 16 mars 1877 où elle est morte le 9 mars 1958, est une sculptrice, peintre et graveuse finlandaise.
Assistante de Rodin de 1903 à 1906 et reconnue pour ses sculptures au début de sa carrière, elle a aussi peint des portraits à partir des années 1910.

## Biographie

### Famille

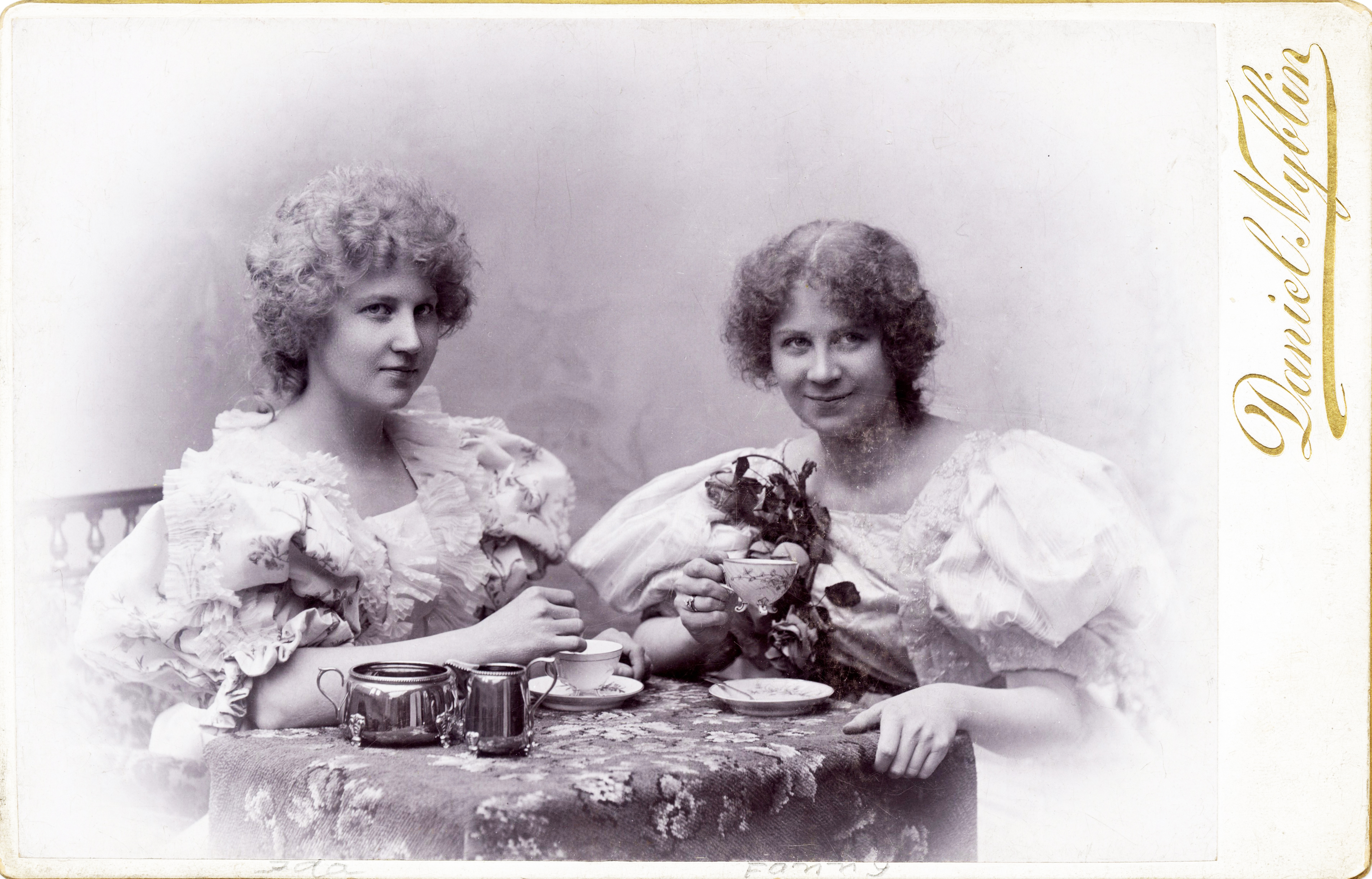
Fanny (gauche) et Ida Flodin, sœurs de Hilda Flodin.

Hilda Flodin est la fille de Frithiof Flodin (1828–1921), conseiller municipal et de Fanny Virginia Basilier (1842–1897). Elle naît dans une famille de 9 enfants passionnée par la musique et les arts. Sa sœur Fanny Flodin-Gustavson est pianiste, Ida Flodin est une cantatrice, son cousin Karl Flodin est compositeur et sa tante du côté maternel est la cantatrice Ida Basilier-Magelssen.

### Formation
En 1893, alors âgée de 16 ans, Hilda Flodin commence ses études à l'Académie des Beaux-Arts de Helsinki, suivant les enseignements des sculpteurs Walter Runeberg Johann Friedl et Carl Eneas Sjöstrand, et des peintres Albert Gebhard (de), Elin Danielson, Maria Wiik et Helene Schjerfbeck - professeure dont elle se souviendra particulièrement. Elle étudie aux côtés de Hugo Simberg et Ester Helenius, avec qui elle restera amie toute sa vie. Elle finit ses études en 1898.
Elle remporte un prix à la fin de sa première année en 1897, se classant troisième au concours annuel de la Société pour les jeunes artistes, et gagne la deuxième place en 1903. Elle expose au Salon d'automne de Paris en 1903 puis en 1905.

### Dans l'atelier de Rodin
Une fois ses études terminées à Helsinki en 1898, Hilda Flodin part vivre à Paris en 1899 où elle s'installe avec sa sœur Fanny, mariée à Julien Leclercq, un critique d'art français pour La Gazette. Hilda Flodin y fréquente l'Académie Colarossi de 1898 à 1902. Elle voyage ensuite en Italie mais revient en France puisque son beau-frère lui fait rencontrer Auguste Rodin en 1900 lors de l’exposition universelle de Paris.
En 1903, elle assiste Rodin. Cette époque de sa vie fut libre puisque la sculpture était réservée aux hommes.
Hilda Flodin, comme de nombreuses étudiantes de Rodin, fut aussi son modèle et sa maîtresse,. Gwen John, une autre assistante du sculpteur, décrit, dans sa correspondance, les comportements érotiques de Rodin avec les deux jeunes femmes,.

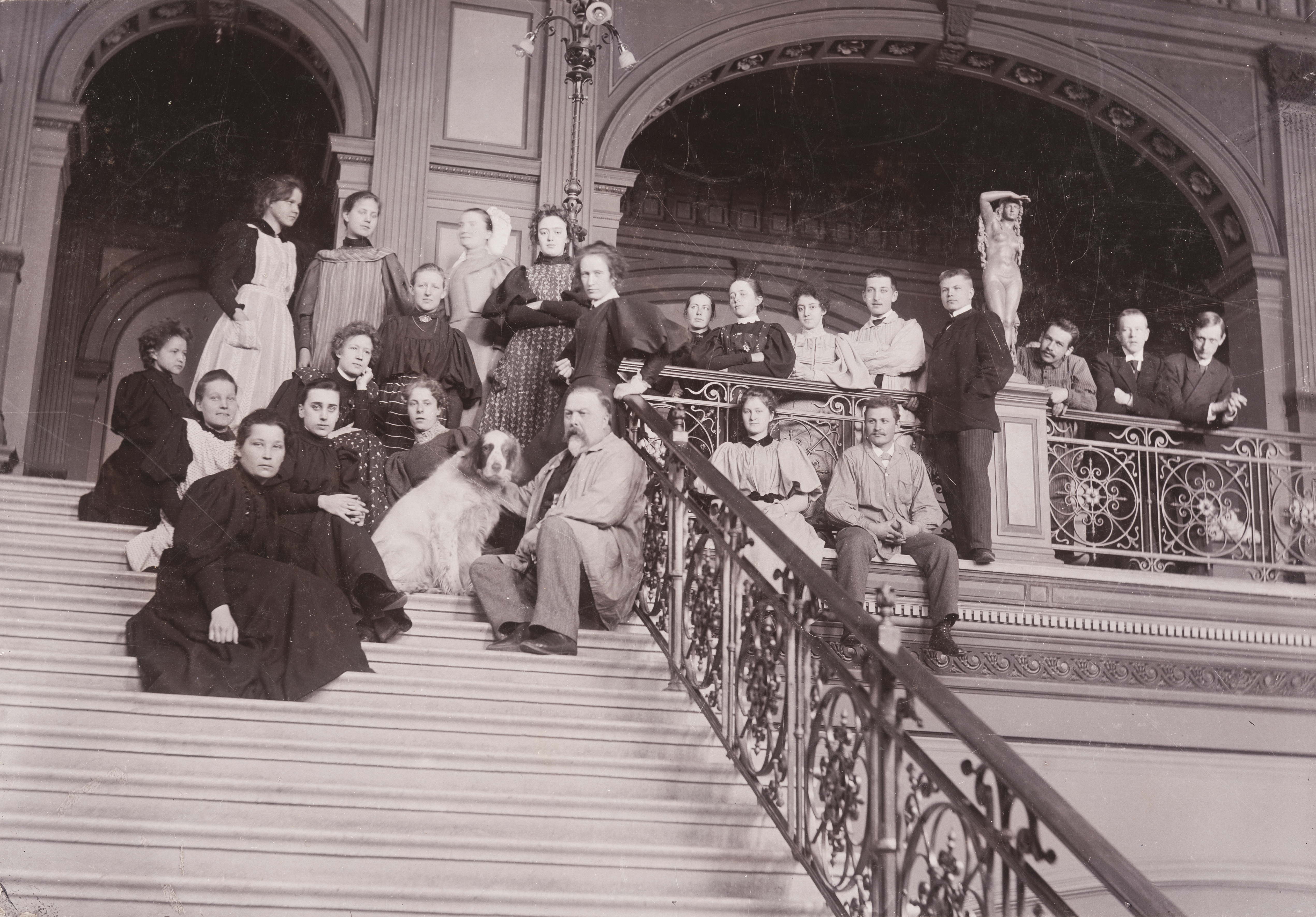
Photographie de Thorsten Waenerberg avec ses étudiants de la Société d'art finlandais, dont Alexandra Löppönen, Ebba Masalin, Maria Nummelin, Maria Boehm, Tyra Malmström, Alexander Barkoff, Bruno Hahl, Mikael Strandman, Lydia Bäckström, Agnes Leidenius, Elsa Lövegren, Olga Gummerus, Hanna Hirn, Axel Haartman, Juho Kustaa Kyyhkynen, Hanna Frelander, Hilja Finne, Hilda Sjöblom, Hilda Flodin, Gabriel Engberg, Ester Helenius, Siri Järnefelt et Thorsten Waenerberg, en 1896.

### Carrière en Finlande
Hilda Flodin revient en Finlande en 1906 et sa relation avec Rodin s'estompe. En 1907, elle est la seule femme à participer à la première exposition d'arts graphiques de Finlande. Avec Akseli Gallen-Kallela et Hugo Simberg qui figurent parmi les autres exposants, en 1910, elle s'installe à Viipuri où ils organisent une exposition commune qui voyage ensuite à Turku et à Helsinki. Hilda Flodin expose 80 œuvres, des sculptures, des gravures et des illustrations. Elle ne commence à peindre qu'en 1908, mais à partir des années 1910, la peinture devient un médium plus important dans ses productions et elle se concentre sur le portrait.
Hilda Flodin représente beaucoup d'enfants et de femmes âgées, mais également un certain nombre de portraits de groupe, notamment des membres du Conseil exécutif de l'Académie finlandaise des sciences en 1929–30. Entre 1899 et 1930, elle expose dans de nombreuses expositions d'art finlandais. Elle expose de nouveau au Salon d'automne de Paris en 1913, puis en 1927.
Elle meurt à Helsinki le 9 mars 1958.

### Vie privée
En 1908, Hilda Flodin épouse le peintre Juho Rissanen - le couple divorce en 1914.
Elle se marie en secondes noces avec Taavetti Laitinen, un médecin.

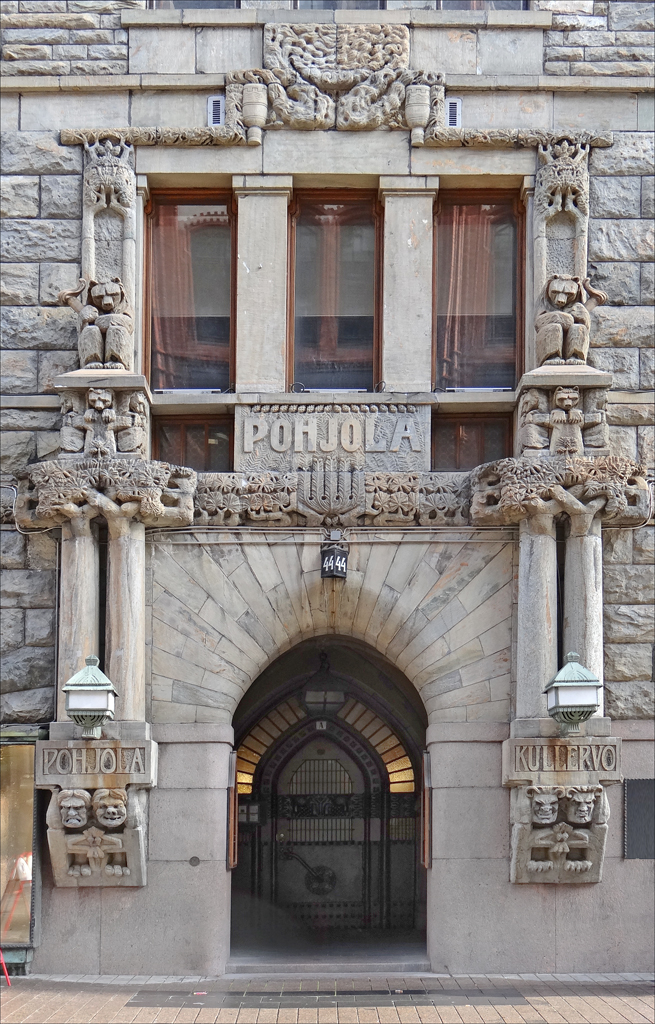
Décor de la façade de l'immeuble Pohjola, réalisé par Hilda Flodin.

## Place dans l'art finlandais
Dans une société où la sculpture était considérée comme un art masculin, Hilda Flodin peut être considérée comme une pionnière en ce domaine,. Elle est également l'une des premières graveuses finlandaises, et considérée par Albert Edelfelt comme la meilleure.
Louis Sparre, en 1902, écrit d'elle qu'elle « donne la promesse d'un talent très considérable » et « [qu']une partie de son travail rappelle celui des meilleurs maîtres du passé ».
Au début de sa carrière, Hilda Flodin est davantage connue pour ses sculptures. Parmi celles-ci, on peut citer : un buste en marbre de Robert Kajanus ; un Vieil homme pensant en bronze, exposé au musée d'Art Ateneum à Helsinki ; ainsi que les sculptures d'inspiration folklorique entourant l'entrée principale de l'immeuble Pohjola,, conçu par le cabinet d'architectes Gesellius, Lindgren & Saarinen en 1901.

## Collections et expositions
Les œuvres d'Hilda Flodin se trouvent au musée d'Art Ateneum d'Helsinki et au musée de la ville de Keuruu, qui présente une exposition construite autour d'œuvres découvertes dans une librairie d'antiquaires d'Helsinki.
Une exposition des œuvres de Rodin à Helsinki en 2016 comprend des œuvres d'Hilda Flodin et de Sigrid af Forselles, une autre sculptrice finlandaise ayant étudié avec lui dans les années 1880,.